# Ienakiieve
Ienakiieve (em ucraniano:  Єнакієве) ou Ienakievo (em russo:  Енакиево) é uma cidade do oblast de Donetsk, no leste da Ucrânia. Sua população é estimada em 82 629 habitantes em 2013.